# Pietro Kandler
Pietro Paolo Kandler, né le 23 mai 1804 à Trieste et mort le 18 janvier 1872 dans la même ville, est un historien et archéologue.

## Biographie
Pietro Kandler naît le 23 mai 1804 à Trieste, de parents viennois. Il descend d'une famille écossaise (Chandler) qui s'était installée à Trieste au début du XVIIe siècle. Il est le fils de Paolo Kandler, éminent peintre de décors, et de Giovanna Cerutti, fille du Dr Matteo, médecin bien connu à Trieste.
Il étudie le droit à Padoue et à Vienne et obtient son diplôme à Pavie.
Il se consacre à l'étude de l'histoire régionale de l'Istrie.
Il est bilingue mais préfère écrire en italien.
Pietro Kandler meurt le 18 janvier 1872 à Trieste après une longue et douloureuse maladie.